# Christianna Brand
Christianna Brand är en pseudonym för den engelska författaren Mary Lewis, född 17 december 1907 i Västmalaysia, död 11 mars 1988. Hon är mest känd som kriminalförfattare, men skrev också barnböckerna om Jungfru Matilda, senare filmatiserade som Nanny McPhee.